# Apeadero de Pala
El Apeadero de Pala es una infraestructura ferroviaria de la Línea del Duero, que sirve a la localidad de Pala, en el Distrito de Porto, en Portugal.

## Historia
Este apeadero se encuentra en el tramo entre las Estaciones de Juncal y Régua de la Línea del Duero, que entró en servicio el 15 de julio de 1879.